# اشکودا اوکتاویا (۱۹۵۹–۱۹۷۱)
اشکودا اوکتاویا (۱۹۵۹–۱۹۷۱) (Škoda Octavia (۱۹۵۹–۱۹۷۱)) خودرویی است که در سال‌های ۱۹۵۹—۱۹۷۱تولید شده‌است.
این خودرو در کلاس خودرو کامپکت قرار گرفته، طراحی آن خودروهای موتور جلو-محور عقب بوده طول آن در حالت طبیعی ۴٬۰۶۵ میلیمتر (۱۶۰٫۰ اینچ)، عرض آن در حالت طبیعی ۱٬۶۰۰ میلیمتر (۶۳٫۰ اینچ) و ارتفاع آن در حالت طبیعی ۱٬۴۳۰ میلیمتر (۵۶٫۳ اینچ) است.